# Crassula pellucida
Crassula pellucida (лат.) — вид суккулентных растений рода Толстянка (Crassula) семейства Толстянковые (Crassulaceae), произрастающий в нескольких странах Южной Африки.
Это популярное декоративное растение используется для украшения альпинариев, террас и подпорных стен, а также для выращивания в горшках и подвесных корзинах. В солнечный день листья и стебли приобретают красновато-розовый цвет, а цветки становятся особенно яркими и интенсивными при отсутствии тени.

## Название
Родовое латинское название Crassula происходит от латинского слова crassus, — «толстый», в основном из-за присутствия у растений этого рода сочных листьев.
Видовой латинский эпитет pellucida, означающий «прозрачный» или «полупрозрачный», может относиться к чашечке, которая обычно имеет перепончатый край и может быть почти бесцветной, или к плодолистикам и цветоложу, которые становятся мягкими и прозрачными при плодоношении.

## Описание
Многолетники, реже однолетники, с полегающими или распростертыми разветвленными стеблями длиной до 60 см. Листья мелкие, 10-25 x 5-12 мм, обычно сидячие (без черешка), или с едва заметным черешком до 8 мм длиной; пластинка от яйцевидной до округлой, обычно остроконечная, голая, более или менее резко сужающаяся в клиновидное основание.

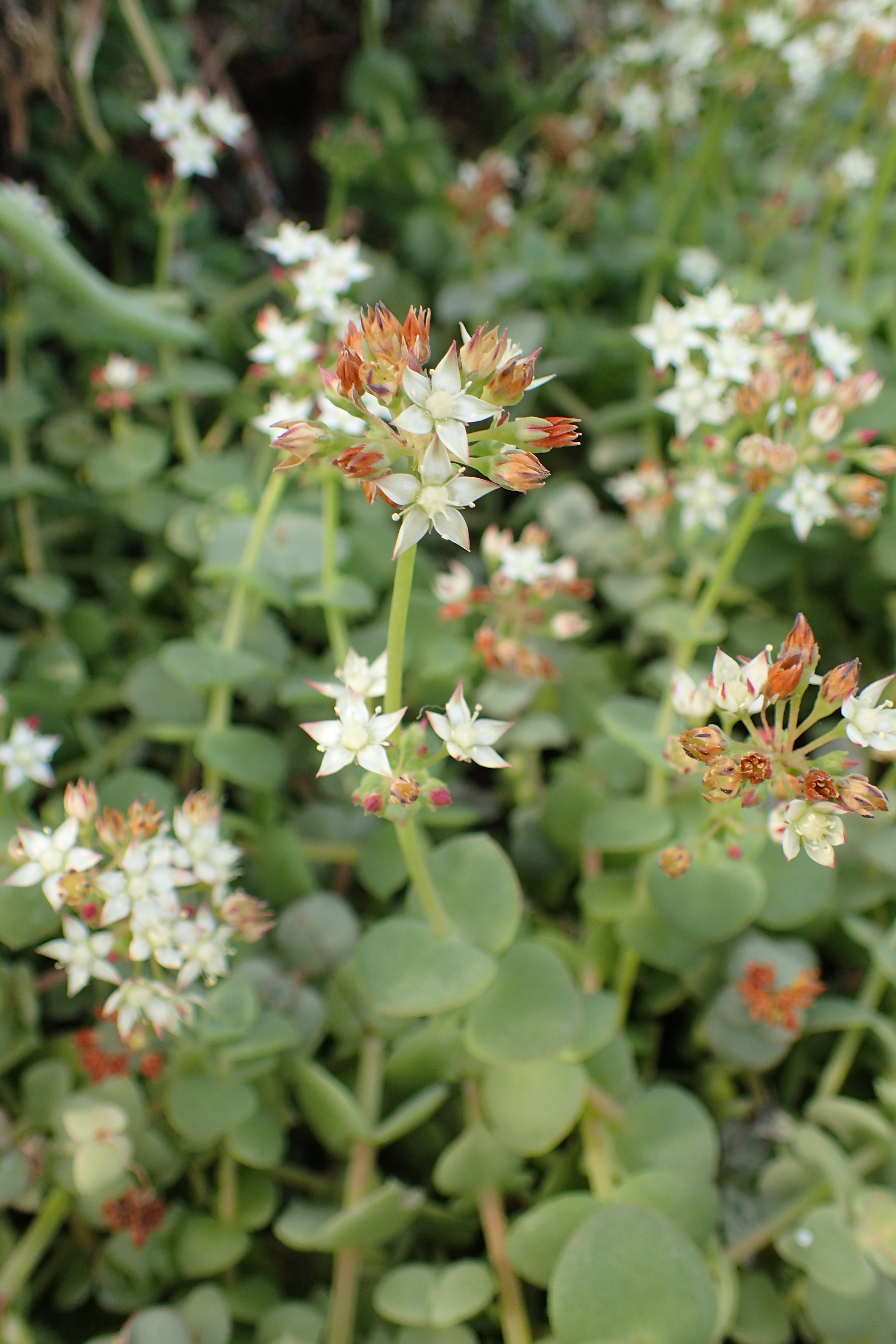
Цветки

Цветки крошечные, 3-5 мм длиной, звездчатые, белые или бледно-розовые, собраны в соцветия, слегка приподнятые над листьями и иногда наполовину спрятанные под листьями. Цветочная головка находится на конце стебля, в пазухе листа, без отчетливого цветоноса (стебля соцветия), хотя у каждого отдельного цветка есть цветоножка. Иногда образуется только один цветок. Тычинки с пыльниками варьируется от белого до пурпурного цвета.

## Распространение и экология
Ангола, Кения, Малави, Мозамбик, Эсватини, Танзания, Замбия, Зимбабве, ЮАР. Интродуцирован на островах Тристан-да-Кунья. Произрастает в основном в субтропическом биоме.
Растение встречается в затененных, каменистых, лесных районах, где может быть некоторое количество влаги. Оно проявляет высокую степень адаптации и способно пережить периоды засухи. Также легко укореняются его стебли, позволяя растению распространяться и заселять новые участки при благоприятных условиях. Даже листья или куски стебля, павшие на подходящую почву, способны пустить корни и превратиться в независимое растение, позволяя таким образом выживать при вытаптывании или повреждении.

## Таксономия

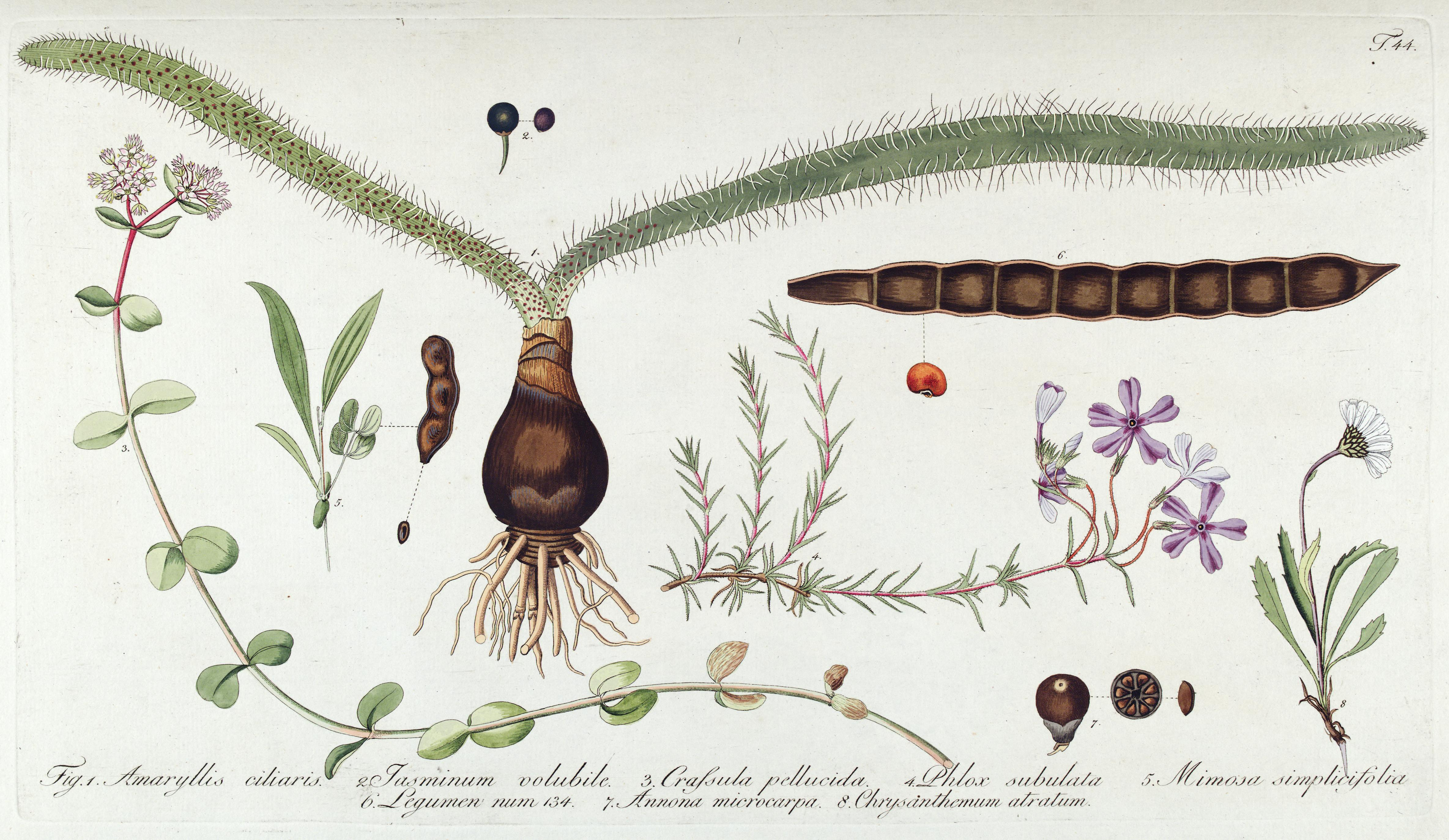
Ботаническая иллюстрация. Данное растение обозначено под номером 3

Crassula pellucida L., первое упоминание в Sp. Pl.: 283 (1753).

### Синонимы
Гомотипные (основанные на одном и том же номенклатурном типе):
- Gomara pellucida (L.) P.V.Heath (1993)

### Подвиды
Подтвержденные подвиды по данным сайта Plants of the World Online на 2023 год:
- Crassula pellucida subsp. brachypetala (Drège ex Harv.) Toelken
- Crassula pellucida subsp. marginalis (Sol. ex Aiton) Toelken
- Crassula pellucida subsp. pellucida
- Crassula pellucida subsp. spongiosa Toelken

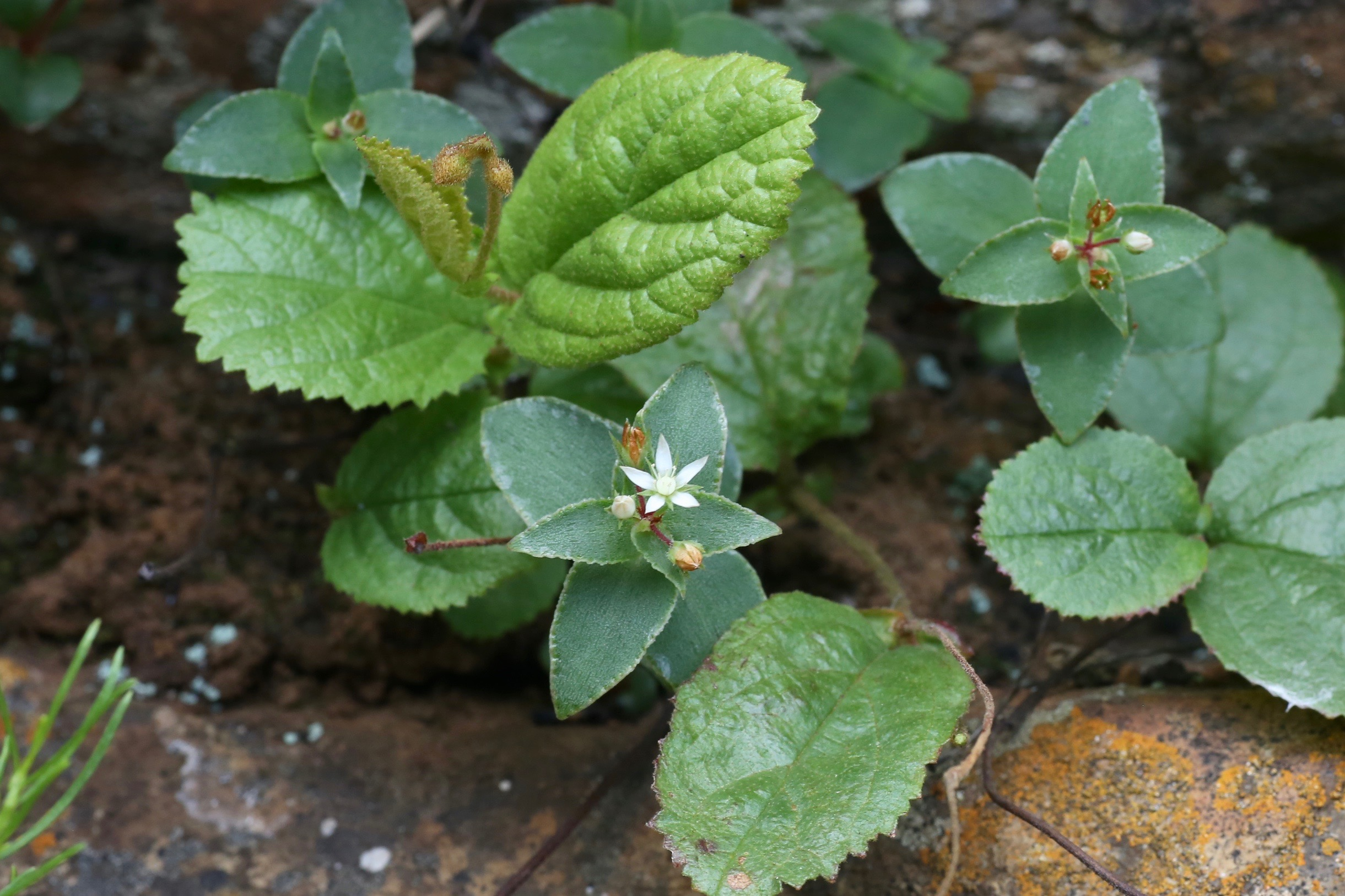
Crassula pellucida subsp. brachypetala
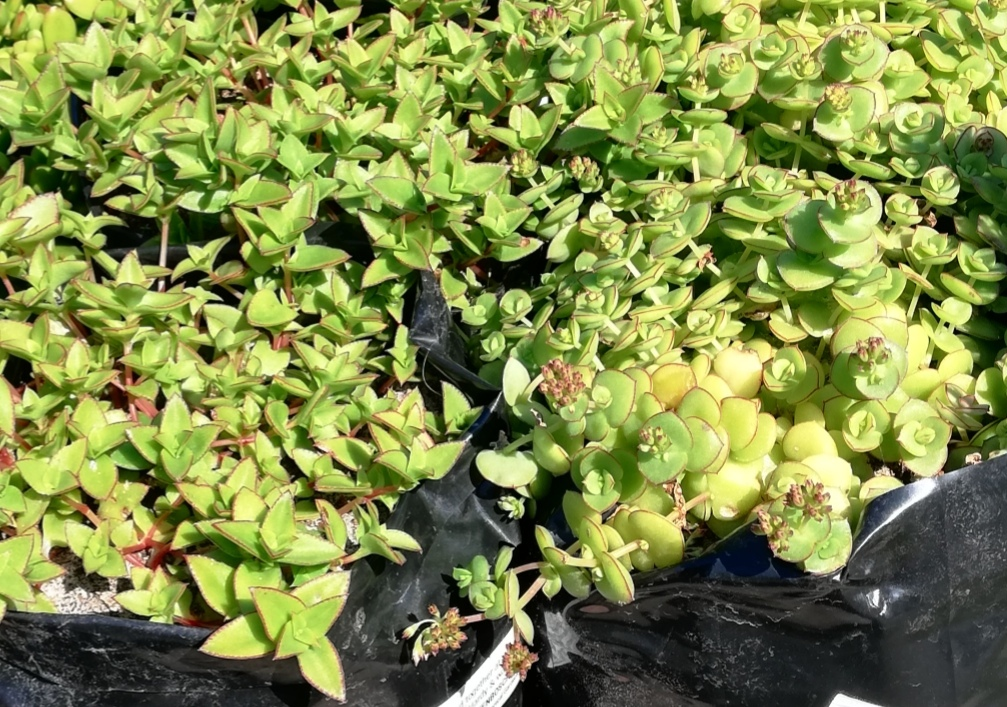
subsp. brachypetala (слева) и subsp. marginalis (справа)
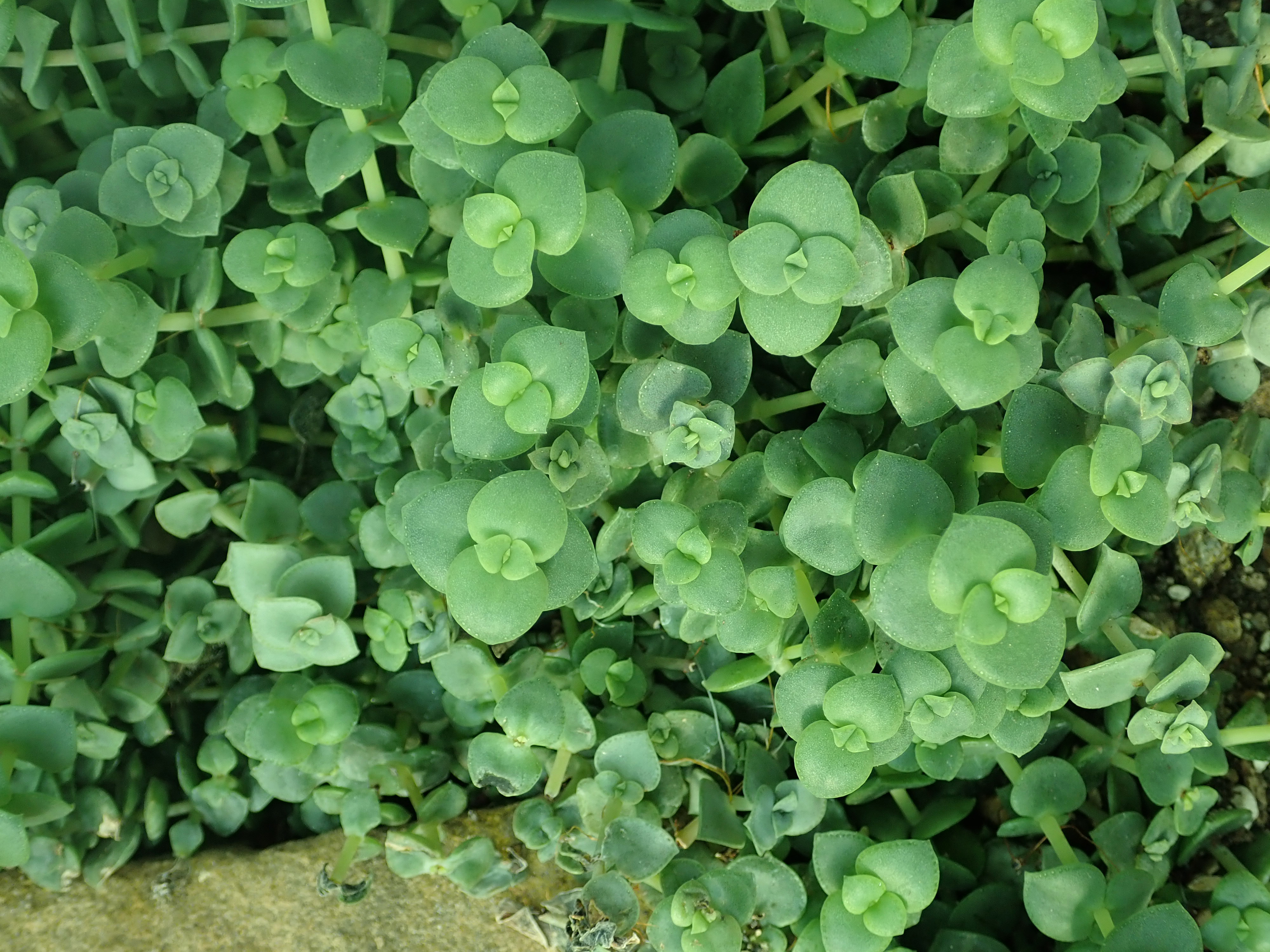
Crassula pellucida subsp. marginalis
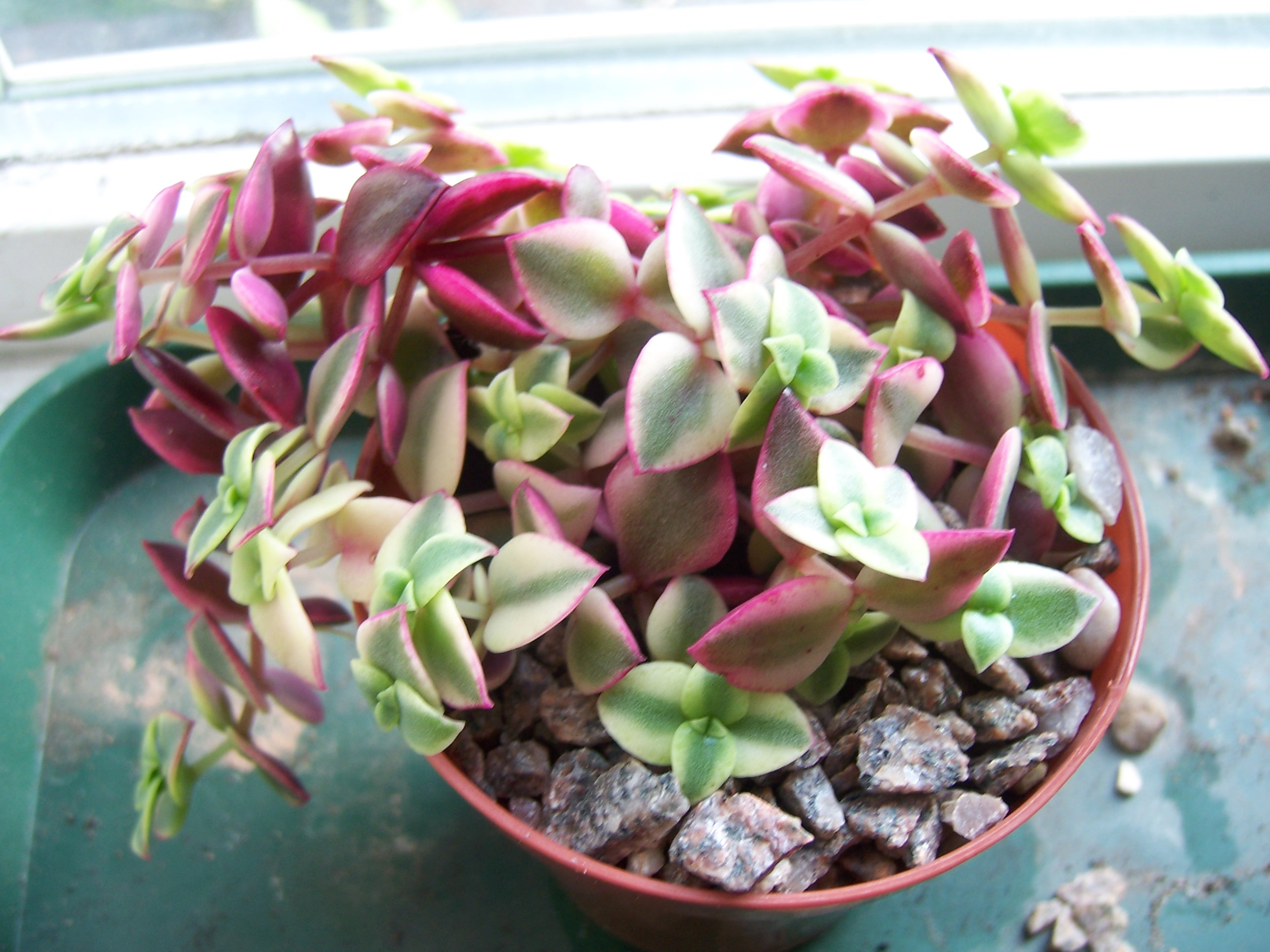
subsp. marginalis (вариегатный культивар)

## Выращивание
Растение легко выращивать, для него требуется хорошо дренированная почва и климат от умеренного до теплого. Это растение можно размножить делением, листовыми и стеблевыми черенками, а также семенами. Для размножения черенками следует осторожно отделить здоровые стебли или листья от материнского растения, поместить отрезанные части в среду для укоренения и хранить во влажном и прохладном месте. Размножение можно проводить и на открытом воздухе, но в регионах с более холодным климатом или в местах, где могут быть заморозки, рекомендуется выращивание в помещении.
Растения восприимчивы к мучнистому червецу и грибковым заболеваниям, поэтому рекомендуется сажать их в хорошо дренированную почву и обеспечить им свободную циркуляцию воздуха, а также соблюдать невысокую влажность воздуха.